# پت نونان
پت نونان (انگلیسی: Pat Noonan؛ زادهٔ ۲ اوت ۱۹۸۰) یک بازیکن فوتبال اهل ایالات متحده آمریکا است.
وی همچنین در تیم ملی فوتبال ایالات متحده آمریکا بازی کرده است.